# ザムトゲマインデ・ノイエンキルヒェン
ザムトゲマインデ・ノイエンキルヒェン (Samtgemeinde Neuenkirchen) は、ドイツ連邦共和国ニーダーザクセン州オスナブリュック郡の 3町村が集合したザムトゲマインデ（集合自治体）である。このザムトゲマインデの人口は約 10,400人である。

## 歴史
このザムトゲマインデは、「オスナブリュック法」に基づき、1972年7月1日にノイエンキルヒェン、メルツェン、ヴォルトラーゲで形成された。

## 住民

### 人口推移
以下の表は、各年の12月31日時点でのザムトゲマインデ・ノイエンキルヒェンの人口を示している。
数値は、1987年5月25日の人口調査結果に基づくニーダーザクセン州統計およびコミュニケーション技術局の研究結果である。
| 年   | 人口（人） |
| ---- | ---------- |
| 1987 | 7,797      |
| 1990 | 8,090      |
| 1995 | 9,510      |
| 2000 | 10,304     |
| 2005 | 10,518     |
| 2010 | 10,355     |

## 行政

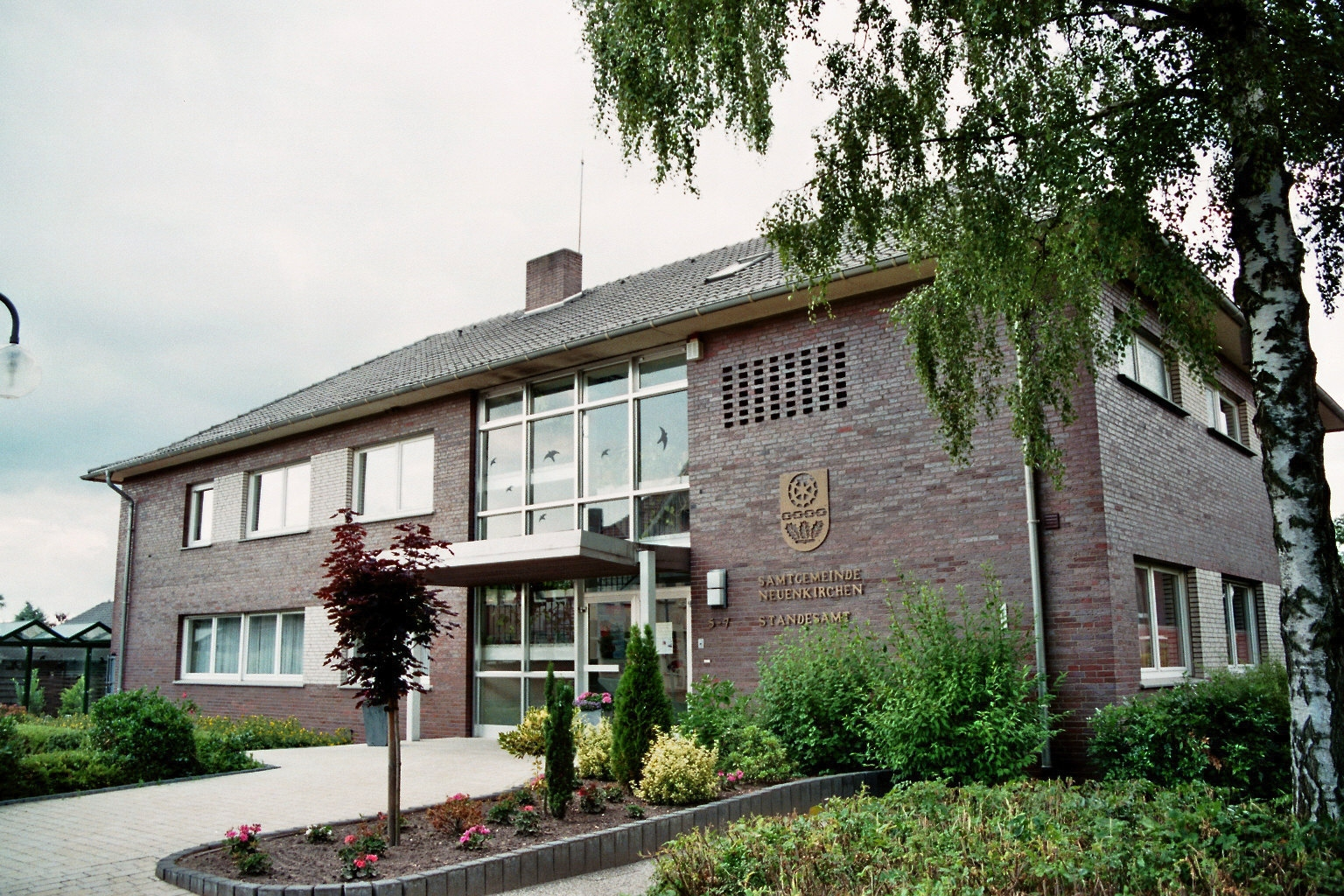
ザムトゲマインデ・ノイエンキルヒェン行政庁舎

### 議会
ザムトゲマインデ議会は26議席からなる。これにザムトゲマインデ長が投票権を有する議長として参加する。

### 首長
このザムトゲマインデの長は、クリストフ・トラメ (CDU) である。彼は、2021年9月12日の選挙で 72.72 % の票を獲得してザムトゲマインデの長に選出された。

### 紋章
図柄: 銀地で横帯代わりの黒の鎖で上下二分割。上部は上部が壊れた6本スポークの赤い輪、下部は切られた枝のそれぞれ別の箇所から生える3枚の緑色の柊の葉。

### 姉妹都市
- イェジオラニ（ポーランド語版、英語版）（ポーランド、ヴァルミア＝マズールィ県）2006年8月[7]

## 経済と社会資本

### 交通
連邦道 B218号線がザムトゲマインデ北部を通っており、メルツェン町内を横切っている。

#### バス
ノイエンキルヒェンとメルツェンでは、1時間間隔でオスナブリュックからフュルステナウを結ぶバス 610号線が利用できる。